# Hladno pivo
Hladno pivo (укр. «Холодне пиво») — хорватський панк-роковий гурт із Загреба. Заснований 1988 року. Триразовий лауреат премії Porin у номінації найкращий рок-альбом — в 1994, 2004 і 2008 роках.

## Історія
Гурт зібрався у Загребі. Спочатку він складався з чотирьох осіб: Zok, Теді, Суби та Мілі. Група почала грати під впливом таких груп, як Ramones, Sex Pistols, Dead Kennedys, Motorhead, AC/DC, Judas Priest, Metallica, Zabranjeno pušenje, Електрични оргазам, The Rolling Stones, The Beatles, Otis Redding. У 1987 році до колективу приєднався Стіпе.
21 травня 1988 група відіграла свій перший концерт у Кумровці. У тому ж році група також провела невдалий концерт на озері Ярун у Загребі.
У 1989 році Стіпе залишив склад Hladno pivo. Тоді ж було записано перше демо. Через тиждень, Міля і Zok були призвані на військову службу до ЮНА. Повернувшись із військової служби у 1990 році, вони почали знову проводити репетиції. Були записані нові демо-плівки. Згодом ці демо-записи були видані на касетах.
Після концертів Hladno pivo у загребському Відео-театрі, та у концертному залі технічного університету, вони були представлені широкій громадськості. Тоді ж, удома у Міле, за 200 німецьких марок, був знятий відео-кліп на пісню «Buba švabe" (рімейк британців Toy Dolls - «Spiders in the Dressing Room"). Цей кліп було показано в рамках музичного теле-шоу "Хіт-депо" в квітні 1992 року, що дозволило молодому колективу бути представленим перед телеаудиторією Хорватії. Той же А. рік Драгаш і Т. Sunjic запропонував групі зробити запис як TRIP записи. T.R.I.P. записи в той час вів переговори з Croatia Records. Результатом співпраці стало T.R.I.P. Зона, де компіляція Hladno пиво з'явилася з двома піснями. 17 грудня 1992 в Любляні, Словенія Coldplay відкрита для Klaxons. Крім того, група з'явилася на фестивалі Tivoli з доктором Нелі і його фракція Karajlić куріння. У тому ж році в листопаді група дає свій перший альбом-гігант на найкращій Musicstudio в Vrbik, Загреб.

## Дискографія
| Назва                 | Випущений     | Студія           | Лейбл                              |
| --------------------- | ------------- | ---------------- | ---------------------------------- |
| Džinovski             | Березень 1993 | Best studio      | Croatia Records                    |
| G.A.D.                | Травень 1995  | Oktava — digital | T.R.I.P. records / Croatia Records |
| Desetka               | 1997          | Jabukaton        |                                    |
| Pobjeda               | 1999          | Gajba Records    | Dancing Bear                       |
| Istočno od Gajnica    | 2000          | концертний       | Dancing Bear                       |
| Šamar                 | 2003          |                  | Dancing Bear                       |
| Knjiga žalbe          | Березень 2007 |                  | Menart                             |
| Svijet glamura        | Квітень 2011  |                  | Menart                             |
| Dani zatvorenih vrata | 2015          |                  | Menart                             |